# 호칭 기도
호칭기도(라틴어: Litania)는 일종의 탄원기도로서, 사제나 부제, 성가대 등이 선창하고 신자들이 응답하는 형태의 기도이다.

## 정의
호칭기도(라틴어: Litania)는 일종의 탄원기도로서, 사제나 부제, 성가대 등이 선창하고 신자들이 응답하는 형태의 기도이다. 크게 두 가지의 형태가 있다.
1. 선창자가 여러 가지 탄원기도를 하면 고정된 기도로 응답하는 형태[2]
2. 선창자가 선창하는 내용을 그대로 반복하는 형태[3]

## 역사
- 구약성서에 호칭기도의 전형(시편 118, 136; 다니 3,51-90)이 드러난다.
- 4세기 동방교회에서 시작되어 5세기 말 로마에 전해졌다.
- 교황 젤라시오 1세(St.Gelasius, 492~496 재위)가 호칭기도를 미사경문에 삽입했다. 행렬이나 특별한 의식 때 사용하였으며 르네상스 시대 이후에는 성가대에 의해 노래로 바쳐지기 시작했다.

## 특징 및 구조
- 로마 전례 안에서 모든 행렬, 부활성야 때의 세례예식, 서품식과 서원식, 임종경 등에 사용된다. 여러 종류가 있지만 공통의 구조를 지닌다.

1. 삼위일체 하느님께 기도를 드림,
2. 특정한 주제에 맞는 탄원기도를 드림,
3. 하느님의 어린양 세상에 죄를 없애시는 주님(Agnus Dei)를 3번 반복,
4. 탄원을 요약하는 짧은 기도로 끝남.

- 응답형태로는 2가지가 있다.

1. 하느님께 드리는 탄원 : 저희의 기도를 들어주소서, 저희를 구하소서
2. 성모나 성인께 드리는 탄원 : 저희를 위하여 빌어주소서

## 종류
보편교회의 권위로 인가된 호칭기도는 총 6개이다.
1. 예수의 지극히 거룩한 이름 호칭기도(Litaniae Sanctissimi Iesu)[4]
2. 예수 성심 호칭기도(Litaniae de Sacratissimo Corde Iesu)[5]
3. 성혈호칭기도(Litaniae pretiosissimi Sanguinis Domini Nostri Iesu Christi)[6]
4. 성인호칭기도(Litaniae Sanctorm)[7]
5. 성모호칭기도(Litaniae Lauretanae)[8]
6. 성 요셉 호칭기도(Litaniae Sancti Ioseph)[9]

## 대사[10]관련
제2차 바티칸 공의회 이후, 호칭기도는 정식으로 대사를 얻게 되어 매번 바쳐질 때마다 전대사가 허락되었다. 이 밖에도 대사는 얻지 못하나 교황에 의해 인가되어 국가별로 사용되는 100여개의 호칭기도가 있다. 

## 다른 전례에서의 사용
- 암브로시오 전례 : 사순시기동안 매 주일에 대영광송 대신 호칭기도를 드린다.
- 동방교회 전례 : 많은 호칭기도가 사용되는데 특히 성찬전례에 사용하는 것이 그 특징이다.
- 성공회 : 성인 호칭기도가 없으나, 다른 호칭기도가 아침기도의 끝기도로 사용되고 있다.

## 같이 보기
- 성모 호칭 기도